# Élections sénatoriales de 2008 dans l'Allier
Les élections sénatoriales dans l'Allier ont eu lieu le dimanche 21 septembre 2008. Elles ont eu pour but d'élire les sénateurs représentant le département au Sénat pour un mandat de six années.

## Contexte départemental
Lors des élections sénatoriales du 27 septembre 1998 dans l'Allier, deux sénateurs ont été élus, un divers droite et un UDF.
Depuis, tous les effectifs du collège électoral des grands électeurs ont été renouvelés, avec les élections législatives françaises de 2007, les élections régionales françaises de 2004, les élections cantonales de 2004 et 2008 et les élections municipales françaises de 2008.

## Rappel des résultats de 1998
| Candidat et parti politique | Candidat et parti politique | Candidat et parti politique | Premier tour | Premier tour | Second tour | Second tour |
| Candidat et parti politique | Candidat et parti politique | Candidat et parti politique | Voix         | %            | Voix        | %           |
| --------------------------- | --------------------------- | --------------------------- | ------------ | ------------ | ----------- | ----------- |
|                             | Gérard Dériot               | UDF                         | 338          | 34,42        | 500         | 51,18       |
|                             | Bernard Barraux             | UDF                         | 322          | 32,79        | 509         | 52,10       |
|                             | Pierre-André Périssol       | RPR                         | 261          | 26,58        | Retrait     | Retrait     |
|                             | Jean Desgranges             | PCF                         | 250          | 25,46        | 454         | 46,47       |
|                             | René Charette               | PS                          | 225          | 22,91        | 440         | 45,04       |
|                             | Cathy Savel                 | PCF                         | 196          | 19,96        | Retrait     | Retrait     |
|                             | Jacques Cortez              | PRG                         | 116          | 11,81        | Retrait     | Retrait     |
|                             | Bernard Le Provost          | DVD                         | 68           | 6,92         | Retrait     | Retrait     |
|                             | Daniel Lacassagne           | DL                          | 23           | 2,34         | Retrait     | Retrait     |
|                             | Claudy Aubert Dasse         | Verts                       | 21           | 2,14         | Retrait     | Retrait     |
|                             | Jacques Mayadoux            | FN                          | 13           | 1,32         | Retrait     | Retrait     |
|                             | Alain Compagnon             | FN                          | 4            | 0,41         | Retrait     | Retrait     |
|                             |                             |                             |              |              |             |             |
| Inscrits                    | Inscrits                    | Inscrits                    | 999          | 100,00       | 999         | 100,00      |
| Abstentions                 | Abstentions                 | Abstentions                 | 2            | 0,20         | 9           | 0,90        |
| Votants                     | Votants                     | Votants                     | 997          | 99,80        | 990         | 99,10       |
| Blancs et nuls              | Blancs et nuls              | Blancs et nuls              | 15           | 1,50         | 13          | 1,31        |
| Exprimés                    | Exprimés                    | Exprimés                    | 982          | 98,50        | 977         | 98,69       |

## Sénateurs sortants
| Sénateur | Sénateur        | Parti | Fonctions lors de l'élection en 1998                                   |
| -------- | --------------- | ----- | ---------------------------------------------------------------------- |
|          | Bernard Barraux | UMP   | Sénateur sortant, conseiller général, maire de Marcillat-en-Combraille |
|          | Gérard Dériot   | UMP   | Conseiller général, maire de Cérilly                                   |

## Présentation des candidats et des suppléants
Les nouveaux représentants sont élus pour une législature de 6 ans au suffrage universel indirect par les 968 grands électeurs du département. Dans l'Allier, les sénateurs sont élus au scrutin majoritaire à deux tours. Leur nombre reste inchangé, 2 sénateurs sont à élire. Ils sont 11 candidats dans le département, chacun avec un suppléant.
| T/S | Candidats | Candidats                    | Parti | Principale fonction                                    |
| --- | --------- | ---------------------------- | ----- | ------------------------------------------------------ |
| T   |           | Mireille Schurch             | PCF   | Maire de Lignerolles                                   |
| S   |           | Georges Thin                 | PCF   |                                                        |
| T   |           | Anne Babian-Lhermet          | Verts |                                                        |
| S   |           | Gérard Matichard             | Verts |                                                        |
| T   |           | Nicole Rouaire               | Verts |                                                        |
| S   |           | Philippe Autissier           | Verts |                                                        |
| T   |           | Alain Denizot                | PS    |                                                        |
| S   |           | Michel Lafay                 | PS    |                                                        |
| T   |           | Michel Mabilon               | PRG   |                                                        |
| S   |           | Jean-Pierre Constant         | PRG   |                                                        |
| T   |           | Abdou Diallo                 | PRG   |                                                        |
| S   |           | Robert Chevalier             | PRG   |                                                        |
| T   |           | Jean-Jacques Rozier          | DVD   | Conseiller général                                     |
| S   |           | Bruno Rojouan                | DVD   | Conseiller général, maire de Villefranche-d'Allier     |
| T   |           | Bernard Coulon               | NC    | Conseiller général, maire de Saint-Pourçain-sur-Sioule |
| S   |           | Christian Corne              | NC    |                                                        |
| T   |           | Gérard Dériot                | UMP   | Sénateur sortant, conseiller général                   |
| S   |           | Chantal Bardet               | UMP   |                                                        |
| T   |           | Yves Simon                   | UMP   |                                                        |
| S   |           | Véronique Berre              | UMP   |                                                        |
| T   |           | Louis de Condé               | FN    |                                                        |
| S   |           | Geneviève Chenou-Doursemaine | FN    |                                                        |

## Résultats
| Candidat et parti politique | Candidat et parti politique | Candidat et parti politique | Premier tour | Premier tour | Second tour | Second tour |
| Candidat et parti politique | Candidat et parti politique | Candidat et parti politique | Voix         | %            | Voix        | %           |
| --------------------------- | --------------------------- | --------------------------- | ------------ | ------------ | ----------- | ----------- |
|                             | Alain Denizot               | PS                          | 415          | 44,15        | 447         | 47,25       |
|                             | Mireille Schurch            | PCF                         | 406          | 43,19        | 459         | 48,52       |
|                             | Gérard Dériot               | UMP                         | 349          | 37,13        | 479         | 50,63       |
|                             | Jean-Jacques Rozier         | DVD                         | 220          | 23,41        | 433         | 45,77       |
|                             | Bernard Coulon              | NC                          | 183          | 19,47        | Retrait     | Retrait     |
|                             | Yves Simon                  | UMP                         | 153          | 16,28        | Retrait     | Retrait     |
|                             | Abdou Diallo                | PRG                         | 36           | 3,83         | Retrait     | Retrait     |
|                             | Michel Mabilon              | PRG                         | 26           | 2,77         | Retrait     | Retrait     |
|                             | Nicole Rouaire              | Verts                       | 15           | 1,60         | 10          | 1,06        |
|                             | Anne Babian-Lhermet         | Verts                       | 15           | 1,60         | 10          | 1,06        |
|                             | Louis de Condé              | FN                          | 3            | 0,32         | 2           | 0,21        |
|                             |                             |                             |              |              |             |             |
| Inscrits                    | Inscrits                    | Inscrits                    | 968          | 100,00       | 968         | 100,00      |
| Abstentions                 | Abstentions                 | Abstentions                 | 8            | 0,83         | 5           | 0,52        |
| Votants                     | Votants                     | Votants                     | 960          | 99,17        | 963         | 99,48       |
| Blancs et nuls              | Blancs et nuls              | Blancs et nuls              | 20           | 2,07         | 17          | 1,76        |
| Exprimés                    | Exprimés                    | Exprimés                    | 940          | 97,93        | 946         | 98,24       |